# CS Gaz Metan Mediaș
A Gaz Metan Mediaș egy román labdarúgócsapat.

## Történet
Medgyes első labdarúgó csapata 1934-ben alakult, Vitrometan néven, amely a B osztály IV. szériájában  7. helyezett lett, a részt vevő 10 csapat között. Néhány év múlva a városban egy újabb csapat alakult, Sparta Mediaș néven, és a C osztály középső csoportjában szerepelt.
1943-ban ASAM, 1944-ben pedig KARRES néven szerepelt a csapat, ez 1946-ban a B osztály második helyén végzett, játszhatott az I. osztályban való szereplésért, a feladatot sikerrel teljesítette, és így először szerepelhetett medgyesi csapat a román I. osztályban. Az 1947-48-as szezonban a 16 csapatból álló mezőnyben a 12. helyen végzett.
Az elkövetkező években C.S.M.M., Zorile Roșii és Partizanul Mediaș neveket viselte a csapat. 1951-től Flacăra Mediaș-ként szerepelt a bajnokságban, ebben az évben érte el a csapat eddigi legnagyobb sikerét, a Román Kupában a döntőig menetelt, ahol alulmaradt a C.C.A. Bucureștivel szemben.
Ezt követően 1972-ig a B-ligában játszott, ahonnan kiesett a C-ligába, de a következő évben visszakerült a B-ligába ahonnan 1976-ban ismét kiesett.
2000-ben feljutott az első osztályba, de csak egy szezonban tudott helytállni, ezt követően újabb 8 évig volt a másodosztályban, amelyben 2008-ban sikerrel, 2. helyezett lett és a 2008-2009-es szezonban újra az első ligában játszhatott.

## Eredmények

### Liga I
Legjobb helyezését az 1947-48-as szezonban érte el, amikor a 12. helyen végzett.

### Román kupa
- Ezüstérmes (1): 1951–52

## Jelenlegi játékosok
A csapat játékosai 2008 júliusában:
| #  |          | Poszt | Név                   |
| -- | -------- | ----- | --------------------- |
| 30 | Románia  | K     | Mihai Ștetca          |
| 12 | Románia  | K     | Radu Pop              |
| -  | Románia  | K     | Sorin Gavriș          |
| 4  | Románia  | V     | Florin Șomfalean      |
| 24 | Románia  | V     | Marius Baciu          |
| 2  | Románia  | V     | Florin Pancovici      |
| 3  | Románia  | V     | Marius Bălău          |
| 19 | Románia  | V     | Florin Lazăr          |
| 20 | Románia  | V     | Gabriel Crăciun       |
| 8  | Románia  | V     | Ionuț Buzean          |
| 21 | Brazília | V     | Grillo Edson          |
| 22 | Románia  | V     | Paul Pârvulescu       |
| 16 | Románia  | V     | Radu Zaharia          |
| -  | Románia  | V     | Cătălin Savin         |
| 29 | Brazília | KP    | Cairo Roberto da Lima |
| 17 | Románia  | KP    | Dudița Doru           |
| 14 | Románia  | KP    | Florin Sabou          |
| 15 | Románia  | KP    | Ovidiu Hoban          |
| 27 | Brazília | KP    | Eric Pereira          |

| #  |          | Poszt | Név                       |
| -- | -------- | ----- | ------------------------- |
| 18 | Románia  | KP    | Alexandru Pleniceanu      |
| 7  | Románia  | KP    | Curtean Alexandru         |
| 5  | Románia  | KP    | Ilie Candea               |
| 6  | Románia  | KP    | Lucian Balc               |
| 9  | Románia  | CS    | Claudiu Boaru             |
| 10 | Románia  | CS    | Ciprian Prodan            |
| 11 | Románia  | CS    | Cosmin Paina              |
| 26 | Románia  | CS    | Gego Alexandru            |
| 13 | Románia  | CS    | Cosmin Vancea             |
| -  | Brazília | V     | Rafael Pereira dos Santos |
| -  | Brazília | CS    | Victor da Silva Medeiros  |
| -  | Brazília | CS    | Leandro Farias            |
| -  | Kamerun  | KP    | Nana Falemi               |
| -  | Ghána    | K     | Raymond Fenny             |
| -  | Szerbia  | V     | Jarko Marković            |
| -  | Szerbia  | KP    | Nemanja Vidaković         |
| -  | Szerbia  | V     | Bojan Ciukić              |
| -  | Románia  | KP    | Mircea Voicu              |
| -  | Románia  | V     | Dorin Semeghin            |

### Híres játékosok
Románia
- Ferenczi Antal
- Sebastian Moga
- Marius Baciu
- Sepsi László